# Myotis ikonnikovi
Myotis ikonnikovi (Ognev, 1912) è un pipistrello della famiglia dei Vespertilionidi diffuso nell'Asia nord-orientale e in Giappone.

## Descrizione

### Dimensioni
Pipistrello di piccole dimensioni, con la lunghezza della testa e del corpo tra 36,5 e 51,5 mm, la lunghezza dell'avambraccio tra 30 e 31,8 mm, la lunghezza della coda tra 30 e 38 mm, la lunghezza del piede tra 7,1 e 8,9 mm, circa il 63,3% della tibia e la lunghezza delle orecchie tra 11,4 e 13,4 mm.

### Aspetto
Le parti dorsali sono marrone scuro, talvolta con le punte dei peli dorate. Le parti ventrali sono più chiare. Le orecchie sono bruno-nerastre scure, relativamente corte, strette, arrotondate e con la superficie interna densamente ricoperta di peli. Il trago è lungo più della metà del padiglione auricolare, con il bordo anteriore pressoché diritto e quello posteriore convesso. Le membrane alari sono ampie, bruno-nerastre scure e attaccate posteriormente alla base dell'alluce. I piedi sono lunghi più della metà della tibia. Il calcar è sottile e privo di carenatura. Il cranio ha un rostro corto e basso, mentre la scatola cranica è alta ed ampia. Il secondo premolare superiore è parzialmente nascosto dal terzo. Il cariotipo è 2n=44 FNa=52.

## Biologia

### Comportamento
Si rifugia nelle cavità degli alberi e in crepacci. Iberna in luoghi sotterranei. Alcuni esemplari in accoppiamento sono stati osservati anche all'interno di edifici.

### Alimentazione
Si nutre di insetti volanti catturati in prossimità del terreno e sui corsi d'acqua all'interno delle foreste.

## Distribuzione e habitat
Questa specie è diffusa sui Monti Altaj, in Kazakistan, nelle regioni del Lago Bajkal e degli Ussuri, nella Russia orientale, Mongolia, nelle province cinesi nord-orientali della Mongolia interna, Heilongjiang, Jilin, Liaoning, Shaanxi e Gansu; Penisola coreana e sull'isola di Sachalin. È stato recentemente osservato sull'isola di Kunashir, nelle Isole Curili.

## Conservazione
La IUCN Red List, considerato il vasto areale e la mancanza di reali minacce, classifica M.ikonnikovi come specie a rischio minimo (Least Concern)).